# Sangoma Everett
Sangoma Grover Everett est un musicien de jazz américain né le 7 janvier 1952 à Norfolk (Virginie).

## Biographie
Sangoma Everett a commencé à jouer de la batterie et de la basse à l'âge de onze ans au lycée. Il a ensuite reçu des cours de piano et de composition de Consuela Lee afin d'entrer au Berklee College of Music à l'été 1971. En 1977, il s'installe à New York, où il joue pour la première fois avec Bill Lee et Clifford Jordan, qu'il accompagne en tournée dans les Caraïbes. Il a également travaillé avec Barry Harris, Chris Anderson, Muriel Winston et Joe Newman. En 1979, il s'installe à Paris où il rencontre Jimmy Smith, Benny Golson, Steve Lacy, Dizzy Gillespie, Dee Daniels, Joe Lee Wilson, La Velle, Al Gray, Jimmy Forrest, Mal Waldron, Archie Shepp, Antoine Hervier et Kirk Lightsey. Ces dernières années, il a joué avec Carl Craig & Corey Harris et avec Jean Toussaint. Il a tourné avec sa Caravane Orientale, qui comprend Jacques Schwarz-Bart, Anne Ducros Majid Bekkas, Laurent de Wilde et Abdelfettah El Houssaini. Il forme également son propre trio avec le pianiste Bastien Brison et le bassiste Christophe Lincontang. Depuis 1983, Everett a participé à 22 enregistrements d'albums de jazz ;  il a enregistré avec Jeri Brown (I've Got Your Number), Andrea Pozza (Drop This Thing), Liz McComb (Fire), Joe Haider et Consuela Lee (Piano Voices).

## Vie privée
Installé à Lyon, il partage son temps avec le Jura d'où sa compagne est originaire,.

## Discographie
- 1985 : Doudou Gouirand avec Don Cherry Contes oubliés
- 1987 : Sangoma Everett / Leonard Jones / Mal Waldron Nos collines sont un trésor
- 1997 Sangoma Everett / Chico Freeman / Mal Waldron / Cecil McBee Courage d'écouter votre cœur
- 2015 : Debi

### En tant que sideman
- 1987 :
  - La Note Bleue, Ida Records, Prix de l’Académie Charles Cros, Barney Wilen, Alain Jean-Marie, Riccardo Del Fra, Sangoma Everett.
  - French Ballads, Ida Records, Barney Wilen, Riccardo Del Fra, Patrick Wilen, Sangoma Everett.
- 1988 : Gospel Concert - Live In Paris Christmas, Hartglobe, Gregg Hunter & Liz McComb, Titus Williams, Michel Noble, Sangoma Everett.
- 1989 : Wild Dogs of the Ruwenzori, Ida Records, Barney Wilen, Alain Jean-Marie, Riccardo Del Fra, Henri Guédon, Sangoma Everett.
- 1993 : Chansongs, Phonogram Philips, Claude Nougaro.
- 2001 : Kurt Weill - Jazz-Songs, Sony, Kirk Lightsey, Noga Rappaport, Riccardo Del Fra, Sangoma Everett,                     Simon Belelty.

## Filmographie
- 1989 : Cinq jours en juin de Michel Legrand : Alexander, soldat américain
- 1989 : La Vie et rien d'autre de  Bertrand Tavernier : batteur jazz
- 1991 : Dingo de Rolf De Heer
- 2008 : A Great Day in Paris de Michka Saäl